# Уяр (станция)
Уя́р — узловая станция Красноярского региона Красноярской железной дороги на Транссибирской магистрали (4229 километр), расположенная в городе Уяре Красноярского края.

## История
Прежде станция Уяр называлась Клюквенной. Переименована по названию города Уяра в начале 1950-х годов.

## Описание
На территории станции располагаются: складские помещения, вокзал, погрузочные платформы, вагоноремонтное депо. Выполняются коммерческие и некоммерческие операции: продажа пассажирских билетов на пути дальнего и пригородного значения; распределение багажа пассажиров; прием и выдача повагонных и мелких партий с подъездной линии; прием и выдача повагонных отправок грузов, допускаемых к хранению на открытых площадках; прием и выдача грузов, загружаемых целыми вагонами, только на подъездных путях и местах необщего пользования.

## Коммерческие операции, выполняемые на станции
- Приём/выдача повагонных отправок грузов (откр. площ.);
- Приём/выдача поваг. и мелк. отправок (подъездн. пути);
- Приём/выдача грузов в универсальных контейнерах(3 и 5 т);
- Приём/выдача мелких отправок грузов (откр. площ.);
- Продажа пасс. билетов;
- Прием, выдача багажа[4].

## Фотографии

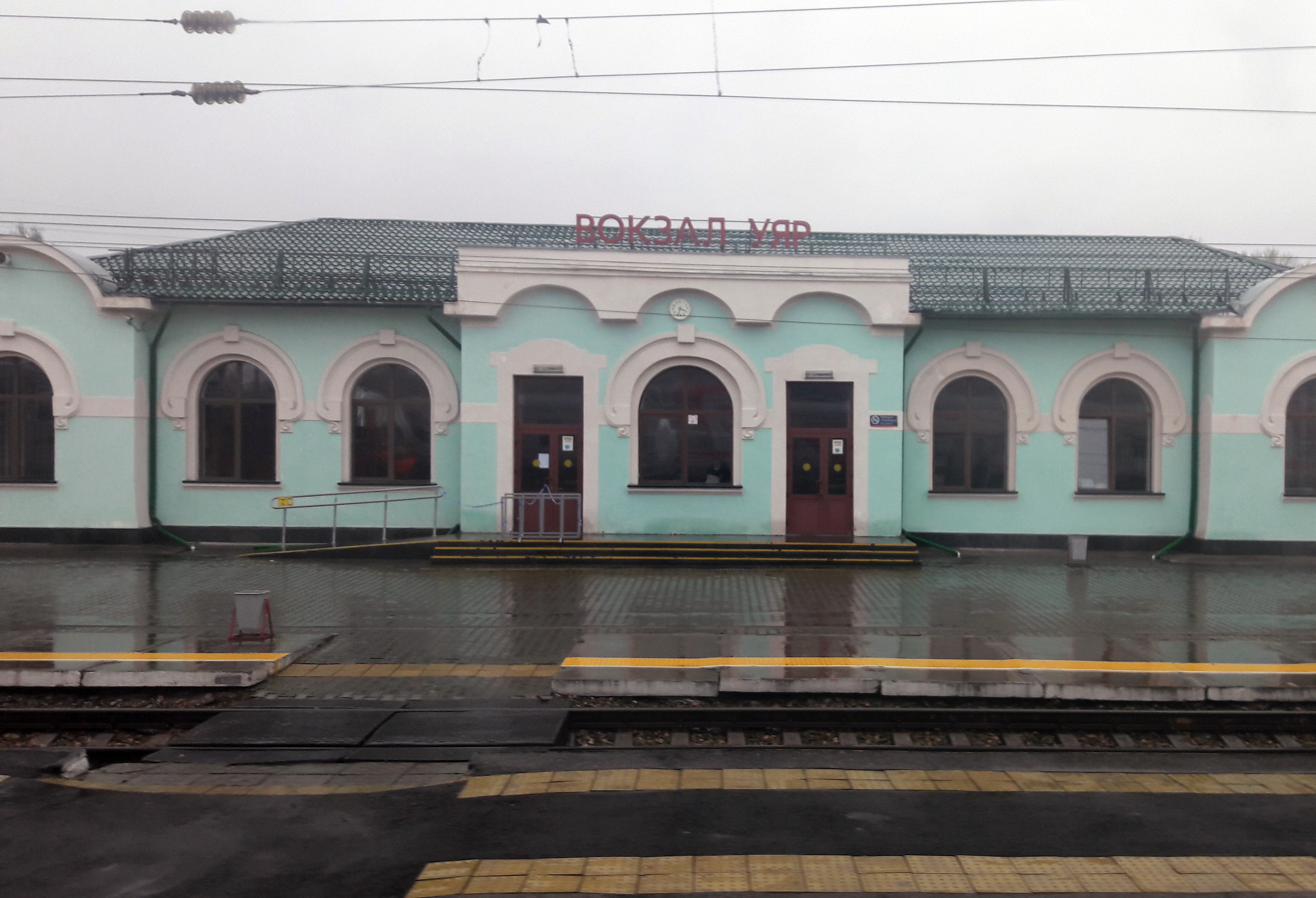
Станция Уяр
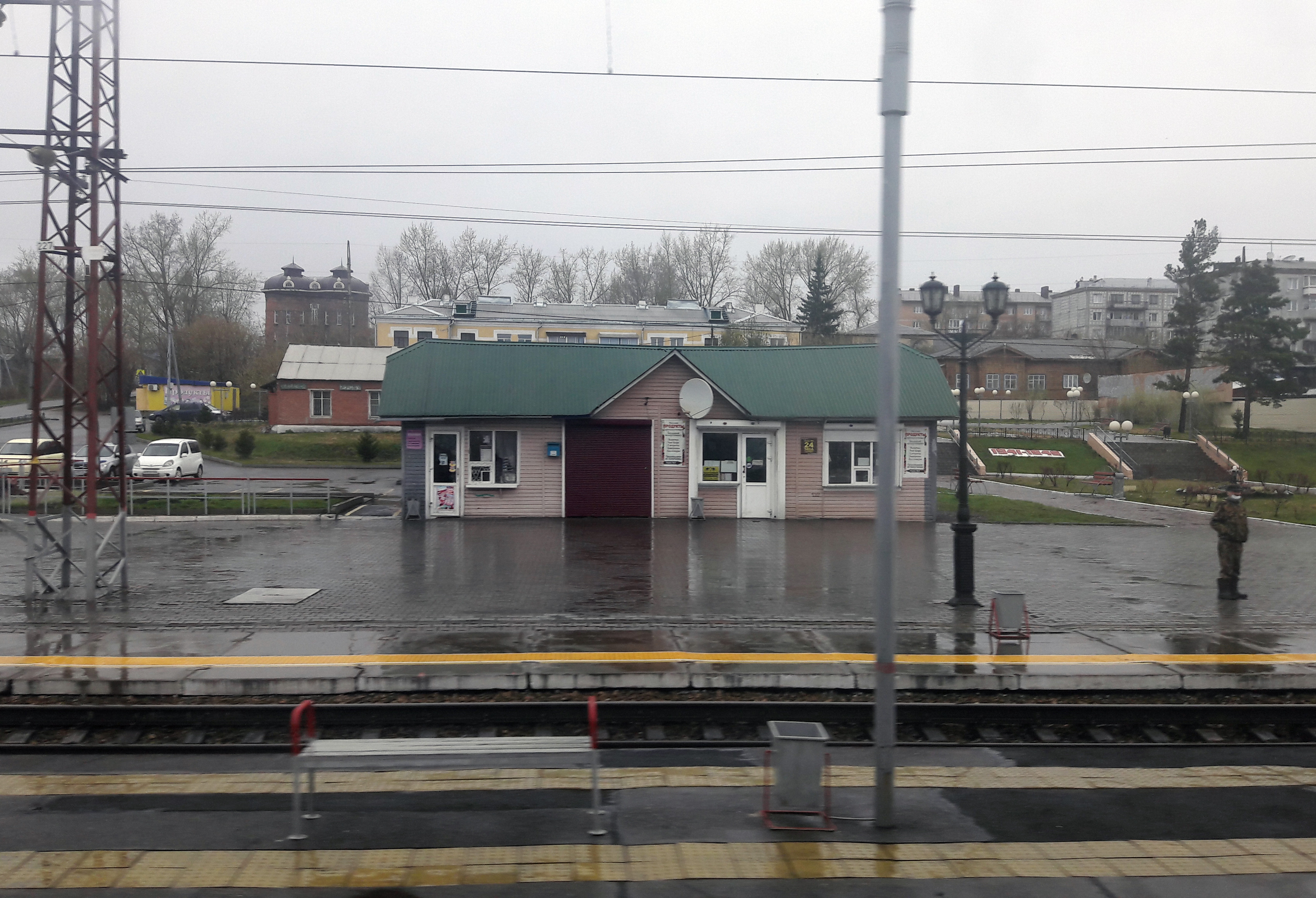
Станция Уяр